# La Trinité (Eure)
La Trinité is een gemeente in het Franse departement Eure (regio Normandië) en telt 101 inwoners (2009). De plaats maakt deel uit van het arrondissement Évreux.

## Geografie
De oppervlakte van La Trinité bedraagt 3,0 km², de bevolkingsdichtheid is dus 33,7 inwoners per km².
De onderstaande kaart toont de ligging van La Trinité (Eure) met de belangrijkste infrastructuur en aangrenzende gemeenten.

## Demografie
Onderstaande figuur toont het verloop van het inwonertal (bron: INSEE-tellingen).